# دیوید دی
دیوید دی (انگلیسی: David Dei؛ زادهٔ ۲۰ ژانویهٔ ۱۹۷۴) بازیکن فوتبال اهل ایتالیا است.
از باشگاه‌هایی که در آن بازی کرده‌است می‌توان به باشگاه فوتبال فیورنتینا، باشگاه فوتبال آنکونا، باشگاه فوتبال پیستویزه، باشگاه فوتبال کروتونه، باشگاه فوتبال تریستیانا، باشگاه فوتبال بنونتو، باشگاه فوتبال امپولی، و باشگاه فوتبال اتلتیکو آرتزو اشاره کرد.